# 보성 전일리 팽나무 숲
보성 전일리 팽나무 숲은 전라남도 보성군 회천면 전일리에 있는 팽나무 숲이다. 대한민국의 천연기념물 제480호로 지정되어 있으며, 임진왜란 때 이순신 막하에서 공을 세운 정경명이 이순신과의 만남을 기념하여 심은 것이라는 유래가 있다.
외래마을 앞 작은 개천 둑을 따라 150여 미터에 걸쳐 한 나무씩 심겨진 외줄나무 숲이다. 처음에는 더 길게 상당히 많은 나무가 자랐겠지만, 이제는 팽나무 18그루, 푸조나무 1그루가 남아 있다.

## 개요
거센 바닷바람 등을 막고 마을을 비보(裨補; 도와서 모자람을 채움)하기 위하여 조성된 남해안 지역의 마을숲 형태를 보여주는 사례로, 마을의 영광 정(丁)씨 종택 앞에 위치하며 대대로 마을사람들과 애환을 같이해온 숲임.
구성하는 각 나무의 규모가 크고 모양이 아름다우며 생육상태 또한 노거수답지 않게 대부분 양호하게 잘 보존되어 있으며 주변의 지형과 산세에 이 숲이 어우러져 아름다운 경치를 만들어내고 있음.
임진왜란 때 충무공(이순신) 막하에서 공을 세운 정경명이 충무공과의 만남을 기념하여 심은 것이라는 유래가 있으며 잎의 무성함에 따라 풍년과 흉년을 예감하며 매년 당산제를 지내왔던 당산림으로 역사적 문화적 가치가 큼.